# Parafia Wniebowzięcia Najświętszej Maryi Panny w Idzikowie
Parafia Wniebowzięcia Najświętszej Maryi Panny w Idzikowie znajduje się w dekanacie bystrzyckim w diecezji świdnickiej. Była erygowana w XV w. Jej proboszczem jest ks. Edward Romuald Czarny.

## Filia

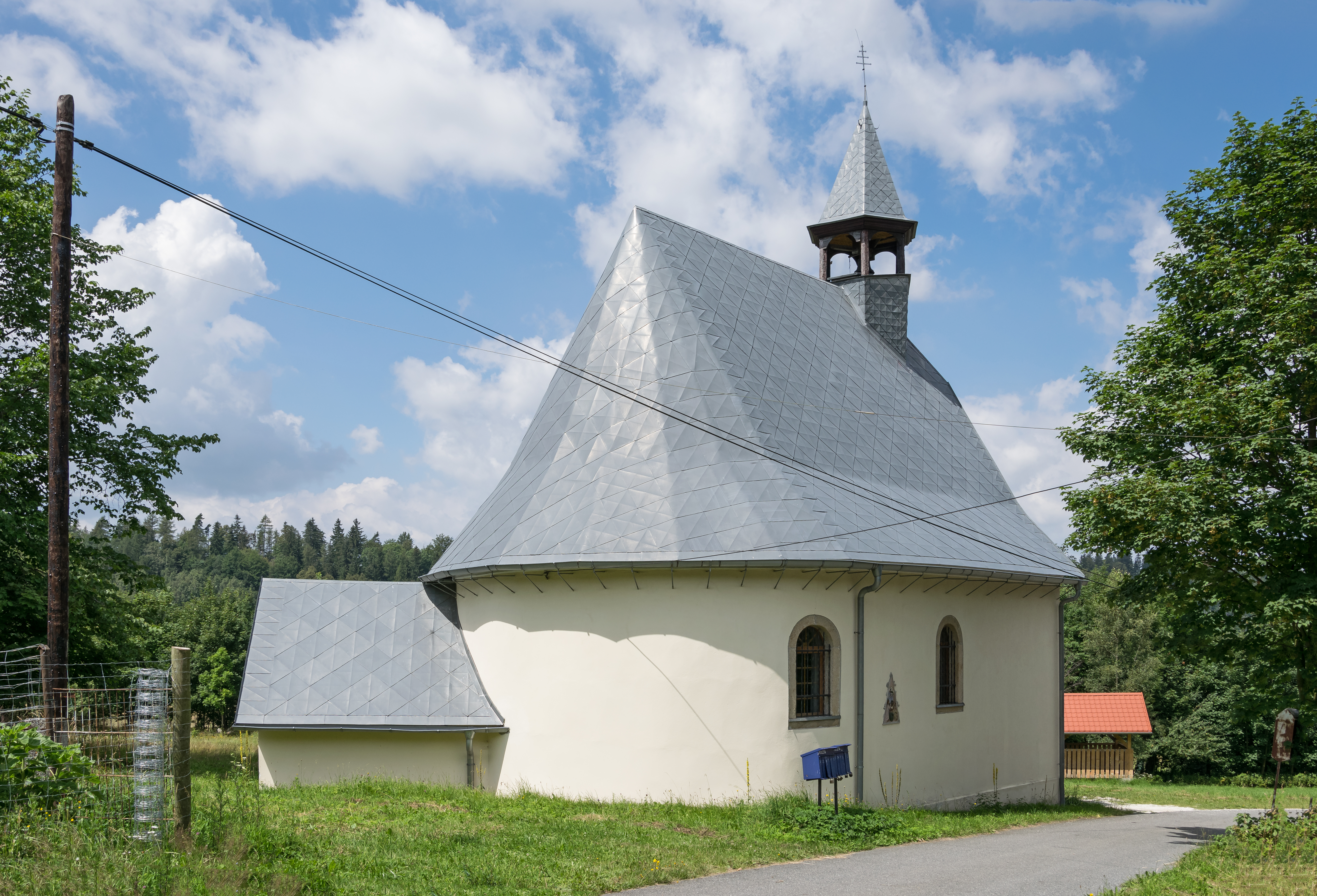
Kościół Najświętszego Serca Pana Jezusa w Kamiennej